# ميخائيل فولي (دراج)
ميخائيل فولي هو دراج كندي، ولد في 12 يناير 1999 في أونتاريو في كندا.

## وصلات خارجية
- مايكل فولي على موقع الاتحاد الدولي للدراجات (الإنجليزية)
- مايكل فولي على موقع أرشيف الدراجات (الإنجليزية)
- مايكل فولي على موقع إحصائيات الدراجات الإحترافية (الإنجليزية)
- مايكل فولي على موقع CycleBase (الإنجليزية)
- مايكل فولي على موقع اللجنة الأولمبية الدولية (الإنجليزية)
- مايكل فولي على موقع أوليمبيديا (الإنجليزية)